# Zarambeque
El zarambeque es una danza y forma musical del siglo XVII y principios del XVIII con orígenes en la América colonial hispana, donde confluyeron influencias españolas, africanas y mestizas. Era un baile considerado de carácter alegre y bullicioso. Tocada tanto por músicos populares como de academia, esta danza es escrita en un compás ternario y compás senario y se distingue en que se acoplan líneas en serie o en paralelo que están en compás binario o compás cuaternario. Diego Fernández de Huete y Santiago de Murcia realizaron bosquejos del género.